# Montesa 125 (vàlvula rotativa)
La Montesa 125 de vàlvula rotativa fou un prototip de motocicleta de velocitat desenvolupat entre 1966 i 1968 pel pilot i preparador italià Francesco Villa, en col·laboració amb Montesa, per a competir en la categoria dels 125cc. Equipada amb un motor de dos temps monocilíndric horitzontal amb admissió per vàlvula rotativa i refrigeració mixta per aire i aigua, només se'n varen construir unes poques unitats. Aquella Montesa no era altra cosa que la Beccaccino, un prototip que havia construït Villa a Mòdena el 1965 el projecte del qual va vendre després a Montesa. De la 125 se'n va derivar el mateix 1966 la Montesa 250 Bicilíndrica i el 1968, un cop acabada la col·laboració de Villa amb l'empresa catalana, la Moto Villa PR 125.

## Història
Nascut a la província de Mòdena, Francesco Villa (1933-2020) entrà a treballar de mecànic a la Ducati el 1955 i aquell mateix any debutà en competició. Durant anys, competí amb les Ducati i arribà a participar en el Mundial de motociclisme, aconseguint entre altres èxits la victòria a les 24 Hores de Montjuïc de 1960. El 1961 inicià una associació amb FB Mondial durant la qual aconseguí fer competitius els seus antiquats motors; entre aquell any i el 1965, va guanyar amb aquesta marca quatre campionats d'Itàlia de velocitat en la cilindrada dels 125cc (1961-1963 i 1965).

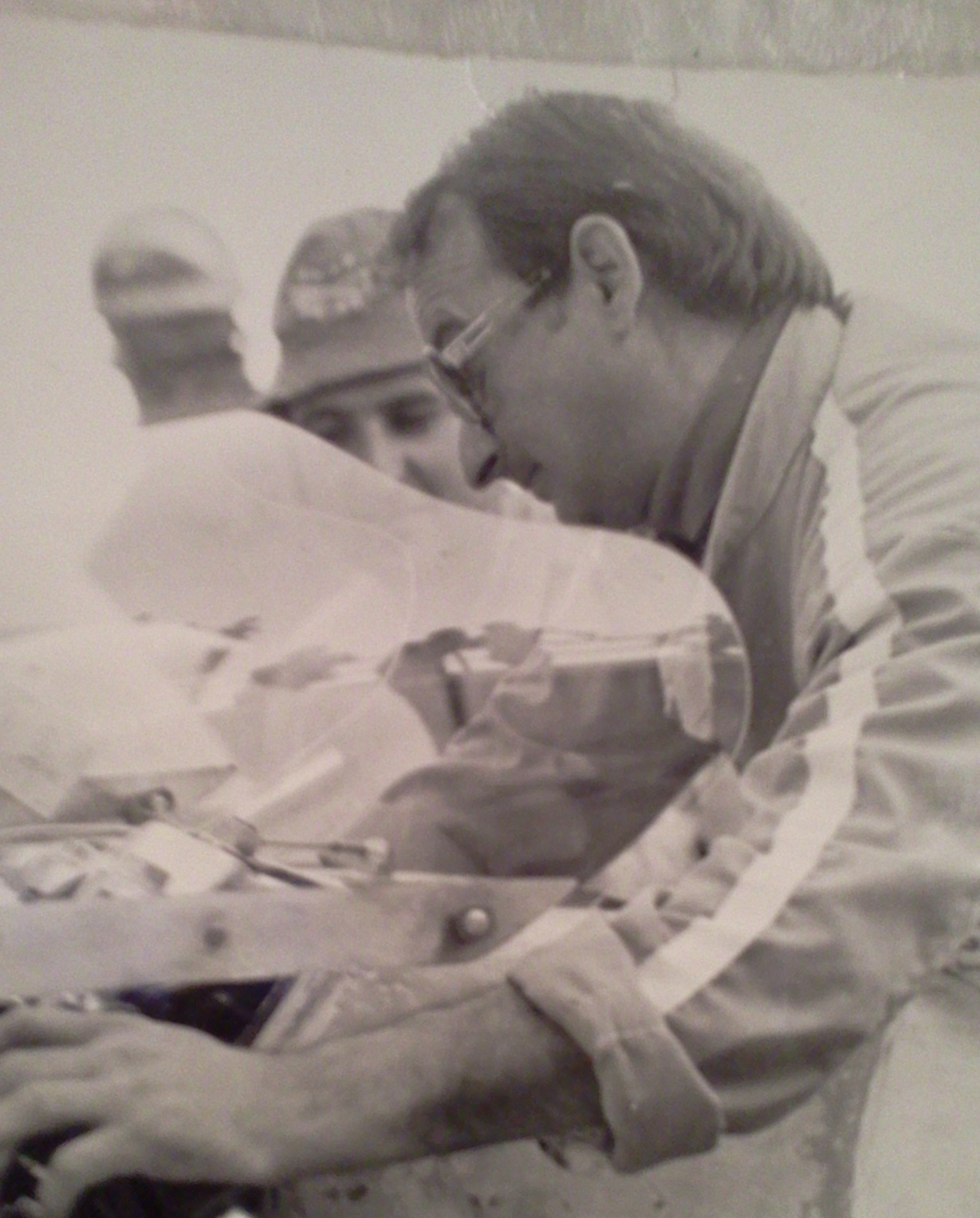
Francesco Villa fotografiat a Misano el 1973

Villa fou un dels primers a l'època a adonar-se del potencial dels motors de dos temps amb distribució rotativa, especialment després d'haver establert amistat amb l'expert enginyer alemany Peter Dürr. El 1963, treballant amb Peter Dürr, Omer Melotti i Marcello Laurenti, tècnics del departament de curses de Mondial, va desenvolupar un motor monocilíndric de dos temps de 125 cc amb admissió de vàlvula rotativa. La refrigeració era mixta (la culata per aire i el cilindre per aigua) i la potència era de 21,5 CV -després apujada a 24- a unes 11.000 rpm. Amb aquesta moto, Villa va obtenir diverses victòries i va encetar l'era dels motors de dos temps a Itàlia.
Juntament amb el seu germà Walter, futur campió del món, Francesco Villa va continuar treballant a la FB Mondial de Bolonya mentre que al vespre i els caps de setmana tots dos creaven prototips propis al seu taller particular de Mòdena. Un d'ells va ser la Beccaccino
 ('becadell' en català) de 1965, fruit del redisseny de la Mondial 125 de 1963, amb la qual presentava diferències significatives. Provada en competició, la Beccaccino va resultar molt competitiva. El 1966, Francesco Villa va signar un acord amb Montesa pel qual va crear un model bicilíndric de 250cc (la coneguda com a Montesa Bicilíndrica) amb refrigeració mixta, que era el fruit de la unió de dos motors Beccaccino. De 1966 a 1967, tant la nova bicilíndrica de 250cc com l'original Beccaccino de 125cc van competir a l'estat espanyol sota la marca de Montesa i a Itàlia indistintament sota marca Mondial o Villa-Montesa, segons les curses.
Amb la Montesa 125 s'aconseguiren diversos èxits: Josep Maria Busquets hi guanyà el Campionat d'Espanya de 125cc el 1966, mentre que Francesco aconseguí sengles victòries a Madrid i a Jerez de la Frontera i son germà Walter guanyà el campionat d'Itàlia de 125cc el 1967. Aquell mateix any, Francesco i Walter Villa participaren en el Gran Premi d'Espanya celebrat al circuit de Montjuïc, en la categoria de 125cc, on Walter va haver d'abandonar a la dotzena volta mentre que Francesco s'hi va classificar cinquè. Poc després, Walter disputà el Gran Premi d'Alemanya en la mateixa categoria, a Hockenheim, i hi obtingué el quart lloc amb la Montesa.
A curt termini, però, l'alt cost de les Montesa "italianes", tant pel que fa al seu desenvolupament com als nombrosos desplaçaments internacionals i altres despeses relacionades, esdevingué inassumible per a l'empresa, de manera que Montesa decidí d'abandonar la competició d'alt nivell en velocitat i centrar-se en el fora d'asfalt. El 1968, l'acord dels Villa amb Montesa arribà a la fi (Francesco n'esdevingué, però, importador exclusiu per a Itàlia) i els italians iniciaren l'activitat de constructors pel seu compte, tot fundant l'empresa familiar Moto Villa. El primer model de la nova marca fou la PR de velocitat, una monocilíndrica de 125 cc amb vàlvula rotativa, cilindre vertical refrigerat per aigua i una potència de prop de 30 CV.